# Staurodiscus brooksi
Staurodiscus brooksi är en nässeldjursart som först beskrevs av Mayer 1910.  Staurodiscus brooksi ingår i släktet Staurodiscus och familjen Hebellidae. Inga underarter finns listade i Catalogue of Life.